# Clemens Lindemann

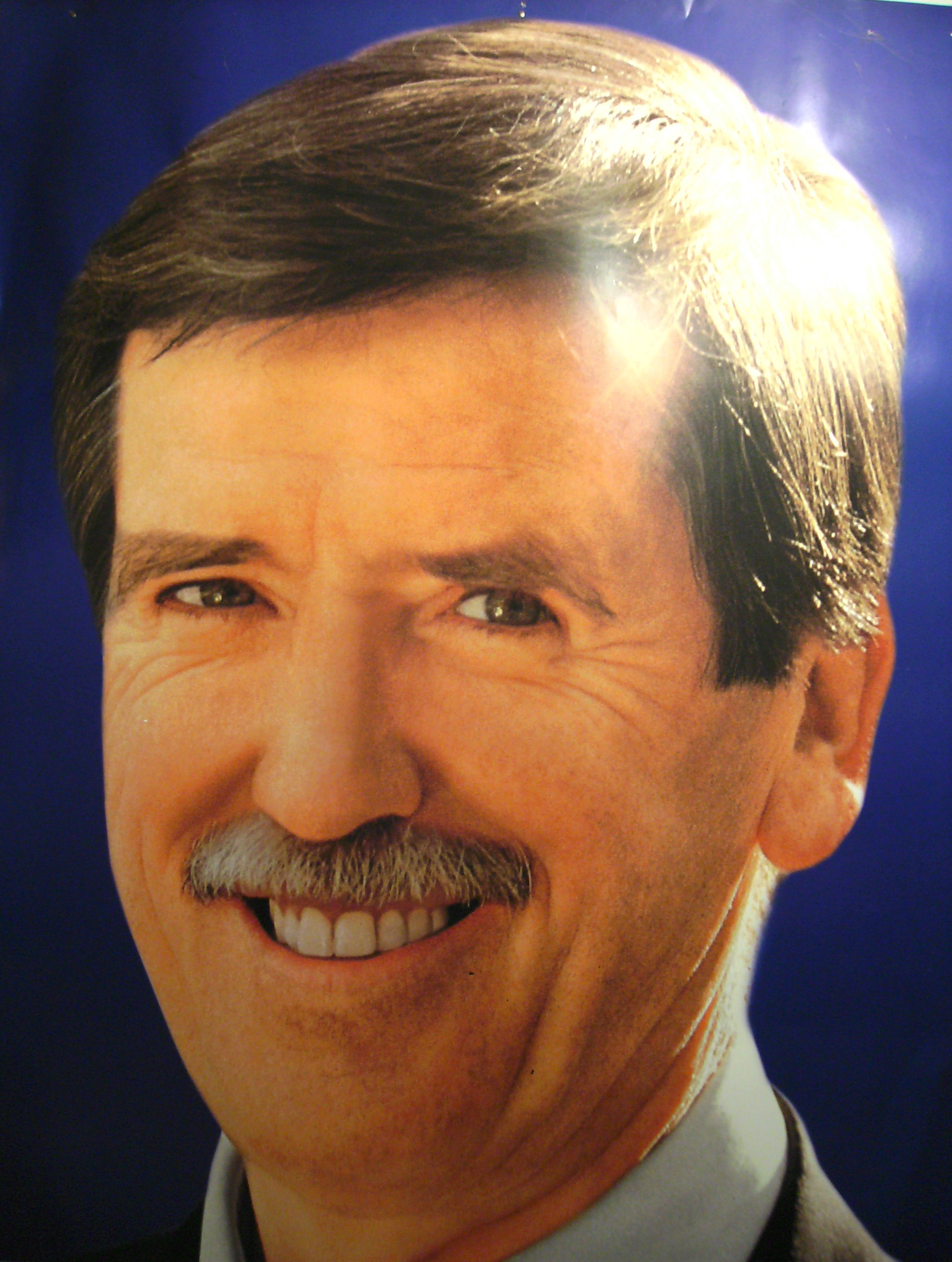
Clemens Lindemann (2003)

Clemens Lindemann (* 15. Oktober 1947 in Homburg) ist ein deutscher Politiker (SPD). Er war von 1985 bis 2015 Landrat des Saarpfalz-Kreises.

## Leben
Clemens Lindemann wurde als drittes von vier Kindern einer Homburger Bäckerfamilie geboren. Er wuchs in Homburg auf und legte am Saarpfalz-Gymnasium sein Abitur ab. Danach studierte er Jura und Politikwissenschaft an der Universität des Saarlandes in Saarbrücken und an der Rheinischen Friedrich-Wilhelms-Universität in Bonn, wo er 1974 seine Staatsexamen ablegte.
Bei der saarländischen Landeshauptstadt Saarbrücken startete Lindemann 1975 unter Oberbürgermeister Oskar Lafontaine seine berufliche Laufbahn, zunächst im Rechtsamt, ab 1980 als Leiter des Sozialamtes. Unter seiner Federführung entwickelte Saarbrücken ein Beschäftigungsprogramm für Sozialhilfeempfänger. 
Im Jahr 1985 wurde Clemens Lindemann zum Landrat des Saarpfalz-Kreises gewählt. Auch hier setzte er seine Schwerpunkte in der Sozial- und Arbeitsmarktpolitik. In seine Amtszeit fielen unter anderem die Kommunalisierung der unteren staatlichen Verwaltungsebene, die Schaffung des überregionalen Siebenpfeiffer-Preises wie auch den Aufbau des Europäischen Kulturparks Bliesbruck-Reinheim.
Im Juni 2004 wurde Lindemann in einer Urwahl mit 52,2 % der Stimmen für weitere zehn Jahre in seinem Amt bestätigt. Am 30. Juni 2015 ging Lindemann in den Ruhestand.
Clemens Lindemann ist verheiratet und hat zwei Kinder. Der Politiker David Lindemann (SPD) ist sein Sohn. Er lebt mit seiner Familie in Kirkel.

## Ehrenamtliche Tätigkeiten
- Präsident Verband der Gartenbauvereine Saarland-Rheinland-Pfalz e.V.
- Vizepräsident Deutscher Verein für öffentliche und private Fürsorge e.V.
- als Landrat ehemaliger Vorsitzender der Siebenpfeiffer-Stiftung (bis Juni 2015)

## Auszeichnungen und Ehrungen
- 1990: Medienpreis Goldene Ente der Landespressekonferenz Saar[2]
- 2011: Verleihung der Dr.-Johann-Christian-Eberle-Medaille[3]
- 2017: Saarländischer Verdienstorden[4]
- 2018: Verdienstkreuz am Bande